# 426
Період падіння Західної Римської імперії. У Східній Римській імперії триває правління Феодосія II. У Західній правління Валентиніана III, значна частина території окупована варварами, зокрема в Іберії утворилося Вестготське королівство. У Китаї правління династії Лю Сун. В Індії правління імперії Гуптів. У Японії триває період Ямато. У Персії править династія Сассанідів.
На території лісостепової України Черняхівська культура. У Північному Причорномор'ї готи й сармати. Історики VI століття згадують плем'я антів, що мешкало на території сучасної України приблизно з IV сторіччя. З'явилися гуни, підкорили остготів та аланів й приєднали їх до себе.

## Події
- Імператор Феодосій II наказує знищити всі язичницькі храми в Олімпії. Статую Зевса перевезено в Константинополь.
- Флавій Аецій розпочинає десятирічну кампанію проти вестготів у Галлії.
- Король вандалів Гундеріх прийняв пропозицію аланів в Іспанії очолити їх.